# Mitsuo Nakamura
Pour les articles homonymes, voir Nakamura.
Mitsuo Nakamura (中村 光夫, Nakamura Mitsuo, 5 février 1911 – 12 juillet 1988) est le nom de plume d'un auteur de biographies et de pièces de théâtre, ainsi que critique littéraire japonais de l'ère Shōwa. Son véritable nom est Koba Ichirō.

## Jeunesse
Nakamura Mitsuo naît à Tokyo dans le quartier populaire de Shitaya, (aujourd'hui Akihabara). En 1923, il fréquente le l'école normale de Tokyo dans laquelle un de ses camarades de classe est Kaoru Ishikawa. Il étudie le français tandis qu'il est au lycée et en avril 1931, il intègre l'école de droit de l'université impériale de Tokyo. Il la quitte après deux mois, mais il revient l'année suivante comme étudiant au département de littérature française où il présente une thèse sur l'œuvre de Guy de Maupassant.

## Carrière littéraire
Nakamura fait montre d'un talent pour la littérature à un âge précoce, et alors qu'il est encore étudiant à l'Université impériale de Tokyo soumet des essais de critique littéraire au magazine littéraire Bungakukai (« Le Monde littéraire »). Son étude critique de l'écrivain Futabatei Shimei, publiée sous le titre  Futabatei Shimei ron en 1936, reçoit un excellent accueil, et remporte le 1er prix Ikeya Shinzaburo, ce qui l'encourage à se consacrer à des critiques similaires d'écrivains contemporains japonais et occidentaux, en se concentrant sur des comparaisons culturelles.
En 1938 il part étudier à Paris sur l'invitation du gouvernement français mais est contraint de rentrer au Japon l'année suivante au début de la Seconde Guerre mondiale. En 1940, il travaille brièvement pour le Ministère japonais des A1ffares étrangères, et en 1941 accepte un poste chez la maison d'édition Chikuma Shobo.
Après la guerre, Nakamura est peu de temps instructeur à l'académie de Kamakura, avant d'accepter un poste comme professeur à l'université Meiji en 1949.
En 1950, Nakamura publie Fuzoku Shosetsu Ron, dans lequel il analyse le réalisme japonais moderne tel qu'exprimé par Fumio Niwa et opère une charge cinglante contre le genre du « roman je » qu'il critique comme n'étant guère plus que des autobiographies à peine déguisées, dépourvues de tout commentaire social significatif et détachées de la vie urbaine moderne et des réalités. En 1951, son analyse de l’œuvre d'Albert Camus le met en conflit direct avec Kazuo Hirotsu dont le point de vue est différent. L'année suivante, il est lauréat du prestigieux prix Yomiuri pour sa critique de Jun'ichirō Tanizaki. En 1956 il devient membre du comité de sélection du prix Akutagawa.
Nakamura débute comme dramaturge en 1957 avec Hito to Okami (« Homme et loup »). En 1958, il forme en compagnie de Mishima Yukio, Ōoka Shōhei et d'autres auteurs, un cénacle littéraire appelé Hachi-no-ki-kai. En 1956 Nakamura vient de refuser la publication de Le Pavillon d'or de Mishima, lui accordant un « moins 120 points » et accusant Mishima d'absence de moralité. Nakamura remporte le prix Yomiuri une seconde fois en 1958.
En 1962, Nakamura est nommé directeur du Musée de littérature moderne à Tokyo et enseigne à l'université de Kyoto à partir de 1963. Il continue à écrire des pièces de théâtre, dont Pari Hanjoki (« Du bon temps à Paris ») et Kiteki Issei (« Starting Whistle »), et des romans dont Waga Sei no Hakusho (« Confessions de ma sexualité »), Nise no Guzo (« Fausses idoles ») et Aru Ai (« Un Certain amour »). Il remporte le prix Noma en 1965 et le prix Yomiuri de littérature pour la troisième fois en 1967, ainsi que le prix de l'Académie japonaise des arts la même année. Il est élu membre de l'Académie japonaise des arts en 1970. Nakamura, qui annonce sa retraite en 1981, est nommé personne de mérite culturel en 1982.
Nakamura réside à Kamakura dans la préfecture de Kanagawa depuis le printemps de 1933. Sa sœur est l'épouse de Kyūya Fukada. Lui-même est veuf à l'âge de 43 ans et sa seconde femme, Kumiko Koba, est également dramaturge. Nakamura se convertit au catholicisme peu de temps avant de mourir en 1988 à l'âge de 77 ans. Sa tombe se trouve au cimetière Arai dans le quartier Sugamo de Toshima-ku au nord de Tokyo.
Un seul texte de Mitsuo Nakamura a été traduit en français : Paris 1872 Journal de Ryûhoku Narushima, dans Anthologie de nouvelles japonaises contemporaines (Tome I), traduction par Brigitte Koyama-Richard, Gallimard, 1986.

## Titres (sélection)
- Fūzoku Shōsetsu Ron (風俗小説論)
- „Kindai“ e no Giwaku (『近代』への疑惑)
- Jun'ichirō Tanizaki Ron (谷崎潤一郎論)
- Shiga Naoya Ron (志賀直哉論)
- La Légende de Futabatei Shimei
- Pari Hanjōki (バリ繁昌記), pièce de théâtre
- Kiteki Issei (汽笛一声), pièce de théâtre
- Waga Sei no Hakusho (わが性の白書), roman
- Nise no Gūzō (贋の偶像), roman
- Aru Ai (ある愛), roman

## Source de la traduction
- (en) Cet article est partiellement ou en totalité issu de l’article de Wikipédia en anglais intitulé « Mitsuo Nakamura » (voir la liste des auteurs).